# Dietro la maschera (film 1985)
Dietro la maschera (Mask) è un film del 1985, diretto da Peter Bogdanovich ed interpretato da Cher ed Eric Stoltz.
Presentato in concorso al 38º Festival di Cannes, è valso a Cher il premio per la migliore interpretazione femminile. Il film racconta la vera storia di Roy Lee Dennis, un ragazzo affetto da leontiasi morto all'età di 16 anni.
La colonna sonora del film inizialmente doveva essere curata da Bruce Springsteen e Bogdanovich montò il film con le canzoni del cantautore, ma quando i produttori della Universal videro il primo montaggio, gli ordinarono di togliere le canzoni di Springsteen e di rifare la colonna sonora affidandola al cantante Bob Seger. Bogdanovich, che aveva il final cut privilege, ovvero il controllo sul montaggio finale, denunciò la casa di produzione di 19 milioni di dollari per violazione di contratto; tuttavia il film uscì con la colonna sonora di Seger, mentre quella di Springsteen fu inserita solo nella director's cut del film, uscita in DVD nel 2004.

## Trama
Roy Dennis, detto Rocky, è un ragazzo che vive con la madre Rusty a Los Angeles. Ha 16 anni, è molto intelligente e gli piace fare tutto quello che fa un ragazzo della sua età: ascoltare musica, collezionare figurine di giocatori di baseball, leggere ed ha un sacco di amici. Qualcosa però lo rende speciale, molto speciale nell'aspetto fisico: il suo volto è infatti deformato da una rara malattia che colpisce un bambino su 220 milioni, comunemente chiamata leontiasi, poiché il volto di chi ne è affetto ricorda le fattezze del felino.
Nonostante ciò, Rocky non si sente inferiore agli altri e, spesso, arriva persino a scherzare sulla sua condizione di ragazzo deforme. Arrivato in una nuova scuola però non viene accettato e viene visto dagli altri come un mostro, ma piano piano riesce a conquistare la fiducia di alcuni dei suoi compagni di classe e a diplomarsi. Rocky confessa alla madre che il suo unico vero rammarico per la sua condizione è che non avrà mai una ragazza. La madre gli fa trovare una prostituta in camera. Rocky mostra grande rispetto per la ragazza, ma declina garbatamente.
Durante il periodo estivo, Rocky vuole andare a un campeggio per ragazzi non vedenti, per aiutare gente che non si curerà del suo aspetto fisico. Qui conosce Diane, una bella e dolce ragazza ospite del campeggio e se ne innamora, ricambiato. La ragazza, non vedente dalla nascita, dice che nessuno è mai stato in grado di spiegarle cosa sono i colori; Rocky dimostra per l'ennesima volta un acume e una sensibilità fuori dal comune, e con degli oggetti di uso quotidiano predispone una esperienza tattile molto efficace e molto intima. Quando Rocky confessa a Diane di avere una malformazione fisica, e lascia che lei passi le dita sul suo volto, la ragazza non sembra essere terrorizzata dalla cosa, ma lo accetta senza problemi.
Il campeggio finisce e Diane torna a casa. I genitori vengono a prenderla e la ragazza è ansiosa di far loro conoscere Rocky, ma la reazione di questi ultimi non è buona: i genitori vedono il fidanzato della figlia come un'aberrazione vivente. Rocky torna quindi a casa. Tenta poi di chiamare Diane svariate volte, ma i genitori gli dicono sempre che non è in casa. Quando un giorno la incontra, scopre che i genitori gli hanno mentito e che Diane aspettava con ansia che lui la chiamasse. Purtroppo i due non possono tornare insieme: Diane deve traslocare.
Il tempo passa e Rocky è ormai rimasto solo. Una mattina, sua madre riceve una telefonata dalla scuola: Rocky non si è presentato e quel giorno doveva sostenere una verifica di spagnolo. La donna entra nella stanza del figlio e capisce subito cosa è successo, ma cerca disperatamente di far sembrare tutto normale, aprendo le tende e sgridando il ragazzo per aver saltato la scuola. Poi, poco a poco, avvicinandosi al letto constata che suo figlio è deceduto nel sonno.

## Differenze con la realtà
Nel film la data di morte sulla lapide è errata (1980), perché Roy è deceduto nel 1978; inoltre, il vero Dennis non è stato sepolto ma il suo corpo è stato donato alla UCLA per la ricerca medica.

## Riconoscimenti
- 1985 - Festival di Cannes
  - Migliore interpretazione femmininile a Cher
  - Nomination Palma d'oro
- 1986 - Premi Oscar
  - Miglior trucco a Michael G. Westmore e Zoltan Elek